# Усть-Ордын унэн
Усть-Ордын үнэн (Усть-Ордынская правда) — окружная газета на бурятском языке, издающаяся в Усть-Ордынском Бурятском округе Иркутской области, Россия. Является печатным органом администрации Усть-Ордынского округа. Единственная газета на бурятском языке в Иркутской области.
В газете освещаются общественные, экономические и политические аспекты жизни округа. Публикуются материалы по языку и культуре бурят, а также указы и постановления местных органов власти.
В 2007 году тираж составлял 300 экземпляров. Выходит еженедельно.
Первый номер газеты вышел 1 апреля 1954 года. Первоначально издавалась 3 раза в неделю тиражом 2 тыс. экземпляров. В 1960-80-е годы называлась «Ленинэй туг» (Знамя Ленина).